# Solteiro Não Trai
"Solteiro Não Trai" é uma canção do cantor e compositor brasileiro Gustavo Mioto, lançada no dia 7 de dezembro de 2018.

## Desempenho nas tabelas musicais
| Chart          | Maior posição |
| -------------- | ------------- |
| Top 100 Brasil | 3             |

## Prêmios e indicações
| Ano  | Prêmio                  | Categoria  | Resultado |
| ---- | ----------------------- | ---------- | --------- |
| 2019 | Prêmio Jovem Brasileiro | Hit do Ano | Venceu    |